# Marriage and Morals
Marriage and Morals (traduit en français par Le mariage et la morale) est un livre de 1929 écrit par le philosophe Bertrand Russell, dans lequel Russell questionne les notions victoriennes de moralité concernant le sexe et le mariage.
Russell soutient que les lois et les idées sur le sexe de son temps étaient un pot-pourri de diverses sources, qui ne sont plus valables avec l'avènement de la contraception, comme les actes sexuels sont maintenant différenciés de la conception. Il soutient que la famille est le plus important pour le bien-être des enfants, et qu'en tant que tel, un homme et une femme devraient être considérés liés seulement après sa première grossesse.

## Réponse culturelle
Marriage and Morals a suscité de vigoureuses protestations et dénonciations contre Russell lors de sa visite aux États-Unis peu de temps après la publication du livre. Une décennie plus tard, le livre lui a coûté sa nomination professorale au City College de New York, en raison d'un jugement de la cour que ses opinions le rendaient « moralement inapte » à enseigner. C'est une protestation publique, lancée par la mère d'un étudiant qui était inéligible à son cours de logique mathématique, qui a précédé la décision. John Dewey et plusieurs autres intellectuels ont protesté contre son traitement à l'époque. La citation fréquemment évoquée d'Albert Einstein selon laquelle « les grands esprits ont toujours rencontré une opposition farouche des esprits médiocres... » a introduit sa lettre ouverte à la suite du rejet de Russell.

### Prix Nobel
Selon Russell, il a reçu le prix Nobel de littérature grâce au Marriage and Morals.
« Quand j'ai été appelé à Stockholm, à la fin de 1950, pour recevoir le prix Nobel – à ma grande surprise, en littérature, pour mon livre Marriage and Morals – j'ai été inquiet, puisque je me souvenais que, exactement 300 ans plus tôt, Descartes avait été appelé en Scandinavie par la reine Christina en hiver et était mort de froid. »
La Fondation Nobel, en revanche, écrivait que le prix reconnaissait « ses écrits variés et significatifs dans lesquels il défend les idéaux humanitaires et la liberté de pensée»; et non une œuvre en particulier.